# جين درو
ديم جين درو (بالإنجليزية: Jane Drew)‏ (24 مارس 1911- 27 يوليو 1996) الحائزة على رتبة الإمبراطورية البريطانية، والتي درست في المعهد الملكي للمعماريين البريطانيين، كانت معمارية حديثة ومخططة مدن إنجليزية. درست في رابطة الهندسة المعمارية في لندن، وأصبحت أحد المؤسسين القادة للحركة الحديثة في لندن قبل الحرب العالمية الثانية.
في ذلك الوقت، فتحت درو مكتبها الأول، وتبنت فكرة توظيف المهندسات المعماريات فقط، إذ كانت هندسة العمارة مهنة يسيطر عليها الرجال. كانت نشطة أثناء الحرب العالمية الثانية وبعدها، وكانت تصمم منازل الإسكان العام والاجتماعي في إنجلترا، وغرب أفريقيا، والهند، وإيران. عملت مع زوجها الثاني ماكسويل فراي في تصميم المدارس والجامعات في غرب أفريقيا. صممت مع فراي وبيير جانيريه السكن في مدينة شانديغار، وهي العاصمة الجديدة لبنجاب، الهند. صممت مباني في غانا، ونيجيريا، وإيران، وسيريلانكا، وألفت كتبًا عما تعلمته عن فن العمارة هناك. في لندن، صممت السكن الاجتماعي، ومباني لمهرجان بريطانيا، وساعدت على تأسيس مؤسسة الفن الحديث. بعد تقاعدها عن العمل، سافرت وألقت محاضرات خارج البلاد، وتلقت عدة شهادات فخرية. مُنحت رتبة الإمبراطورية البريطانية ضمن لائحة شرف عام 1996، ونُشر ذلك في الجريدة الرسمية في 30 ديسمبر عام 1995 قبل خمسة أشهر من وفاتها فقط.

## حياتها

### قبل الحرب (1929 – 1939)
درست جين درو في مدرسة العمارة (1929 – 1934). تزوجت في عام 1933 من المعماري جيمس توماس أليستون الذي كان زميلها في مدرسة العمارة. في عام 1934، حصلت درو على أول وظيفة لها كمعمارية مع جوزيف هيل (1888 – 1947)، إذ تعرفت على أعضاء في حركة بوهيميان لندن كان لهم أثر دائم على أعمالها. بعد شراكتها مع زوجها أليستون، ربحا منافسة عام 1937 لتصميم مستشفى منزلي في ديفون. كان منزلهما ومكتبهما الصغير (أليستوون وَدرو) في ساحة ووبورن في لندن، بينما كان عملهما الأساسي في الإسكان في ونشستر. رُزق الزوجان بطفلتين توءم، هما جينيفر آن شيرلي أليستون (1937 – 1986)، التي تزوجت من جيمس وولف مادج ابن تشارلز مادج وكاثلين رين، والثانية هي سارة جين جورجينا «جورجي» أليستون (1937 –  2011)، التي تزوجت من الصحفي هيو أوشونيسي. انتهى زواج درو وأليستون في عام 1939.

### الحركة الحديثة
انخرطت جين درو فورًا في الحركة الحديثة من خلال المؤتمر الدولي للعمارة الحديثة، وكان ملهمها الروحي هو المعماري السويسري لو كوربوزييه، وأصبحت أحد المؤسسين الرئيسيين للحركة الحديثة في بريطانيا التي مثلتها مجموعة الأبحاث المعمارية الحديثة، وهي مؤسسة فرعية تابعة إلى المؤتمر الدولي للعمارة الحديثة. كانت مؤسسة تضم معماريين، ورسامين، وصناعيين، وكان شعارها عند انطلاقها هو «استخدام المكان للنشاطات البشرية بدلًا من التلاعب بأسلوب التصميم المنمق». قابلت لو كوربوزييه، وإليزابيث لوتيانز، وماكسويل فراي (أحد مؤسسي الحركة) عن طريق هذه المجموعة. تزوجت جين من ماكسويل فراي عام 1942، وكان إشبينهما هو جوليان هوكسلي.

### شانديغار ولو كوربوزييه
بعد رؤية مشاريع درو في غرب أفريقيا، طلب رئيس وزراء الهند جواهر لال نهرو منها ومن ماكسويل فراي تصميم عاصمة بنجاب الجديدة، وهي شانديغار. شاركت بكثافة في مهرجان بريطانيا في ذلك الوقت، ولم تكن واثقة من قدرتها على أن تلعب دورًا كبيرًا كهذا في المشروع. استخدمت درو سحرها الواضح لتحدث أثرًا كبيرًا، إذ أقنعت المعماري السويسري لو كوربوزييه ليشارك في المشروع. كان لو كوربوزييه مسؤولًا عن الخطة الرئيسية للمدينة وعن مباني الحكومة الرئيسية وهي المحكمة العليا، ومجلس النواب، والسكرتارية وغيرها. قابلت درو لو كوربوزييه أول مرة قبل الحرب في المؤتمر الدولي للعمارة الحديثة. انبهرت بمعرفته الواسعة، وخبرته في مواجهة مشاكل الإسكان في البلدان النامية، وبقوة شخصيته، وبوضوح منطقه الجلي.
كان العمل مع شخصية كهذه صعبًا، وتساءلت درو دومًا إن كانت دعوته أمرًا صائبًا. وفقًا لدرو، فعلى الرغم من عظمته، «ارتكب أخطاء كثيرة كأي شخص يجرب شيئًا جديدًا، من بين هذه الأخطاء الواقيات الإسمنتية الشمسية للمباني التي صممها، والتي تحولت إلى خزانات للحرارة تعكسها طوال الليل من دون تبريد قبل أن تسخنها الشمس مجددًا في اليوم التالي. قد يكون هناك خطأ آخر قد اقترفه، وهو فصل أماكن عيش أصحاب المتاجر عن متاجرهم. ومع الصعوبات الكبيرة، أقنعته بالسماح للناس بالعيش فوق متاجرهم. على الرغم من كل شيء، أصبحنا صديقين مقربين».
أمضى كل من درو، وبيير جانيريت (لو كوربوزييه)، وماكسويل فراي ثلاث سنوات متواصلة في شانديغار. كانت ظروف حياتهم بدائية، ودرجات الحرارة مرتفعة جدًا. كان لو كوربوزييه يخرج لمدة شهرين فقط كل عام في الطقس البارد.
أراد جواهر لال نهرو أن تكون شانديغار مدينة نموذجية لآلاف اللاجئين الذين كانوا يصلون يوميًا من باكستان. لم يرد اتباع الطرق التقليدية القديمة، لكنه أراد اختبار أشكال جديدة من التصميم والتخطيط. وكنتيجة لسياسته تمكنت درو وفراي ولو كوربوزييه من دمج المدارس، وتخطيط العائلات، وعيادات الصحة، والمسابح، والمسارح المفتوحة مع الإسكان.
تحتوي كل المنازل على مرافق صحية مناسبة وإمدادات مياه جيدة. كانت المنازل المستقلة أرخص أنواع المساكن، ما سمح للمقيمين فيها بالحصول على غرف أكبر ومستوى أعلى من الأمان لأموالهم. قبل أن يتم بناء أعداد كبيرة، أنشأت درو نماذج أولية لكل نوع من أنواع المنازل المختلفة التي عاشوا فيها لاحقًا وانتقدوها وطوروها. بهذه الطريقة، وجدت أن الهنود قادرين على تجريب أنواع جديدة من المساكن.
قُدمت الأراضي العامة الخالية لتُبنى عليها كل أنواع المساكن لذوي الدخل المنخفض. صُنفت إيجارات المنازل على ألا يتجاوز أجار المنزل أكثر من عشر دخل المستأجر. مُنعت تربية الحيوانات (كالجاموس والأبقار) في المساكن، لأن هذه العادة جلبت العديد من الأمراض المنقولة عبر الذباب. أدرك الهنود أن العديد من تقاليدهم التي تخص السكن باطلة وحاولوا تجربة طرق جديدة في العيش. ترك تصميم الأشكال الجديدة للمساكن أثرًا على تصميم المنازل في كل أرجاء الهند.

### أثناء الحرب (1939 – 1945)
سيطر الرجال على مهنة العمارة في ذلك الوقت. عندما عملت جين لوحدها في فترة الحرب بين عامي 1939 و1944، كان مكتبها في شارع كينغ 12  في القديس جيمس في لندن. وظفت المعماريات الإناث فقط في البداية ولكن هذا تغير عبر السنين. تضمن عملها:
- 1940 أعمال نادي يخوت والتون في مدينة والتون على نهر التيمز، قرب لندن.
- 1941 معرض تخطيط المطابخ، قاعة دورلاند، شارع لور ريجينت، لندن.
- 1941 –  1943 استشارة لمؤسسة الغاز البريطانية التجارية «التي صممتها مؤسسة المرأة من أجل المرأة».
- 1943 معرض «إعادة بناء بريطانيا» في المعرض الوطني، لندن.
- 1944 المكتب المؤقت في ساحة برادفورد بعد أن تفجير المكتب في شارع كينغ (مع ريم ماركوس، وتريفور دانات، و كي. ليندين، و إف. آي. ماركوس).
- 1944 – 1945 مستشارة مساعدة في التخطيط للوزير المقيم لمستعمرات أفريقيا الغربية.